# 黑尔姆布雷希茨
黑尔姆布雷希茨（德語：Helmbrechts，發音：[ˈhɛlmbʁɛçts] ⓘ）是德国巴伐利亚州上弗兰肯行政区霍夫县的城市，面积58.72平方千米，2023年12月31日人口为8,372人。